# Mustela kathiah
La comadreja de vientre amarillo o comadreja china (Mustela kathiah) es una especie de mamífero mustélido, que habita en Bután, China, India, Bangladés, Laos, Birmania, Nepal, Pakistán, Tailandia, Vietnam, y posiblemente Taiwán.

## Descripción
El pelaje de la superficie dorsal, incluyendo la cola, es negro marrón, mientras el vientre es amarillenta. La cola tiene más de la mitad de la longitud del cuerpo. El labio superior, mejillas y cuello tiene un color amarillo-blanco ligero. La longitud del cuerpo varía entre 250 y 270 mm, la longitud de la cola oscila entre 125 y 150 mm.

## Dieta
La comadreja de vientre amarillo se alimenta de roedores como ratones, ratas y campañoles. También pueden comer pájaros y otros mamíferos pequeños. Posee una vista, oído y olfato excelentes, que le permite atrapar sus presas fácilmente. Por su constitución delgada es capaz de alcanzar las ratas y ratones en sus madrigueras a los cuales mata de una mordida en la nuca.